# Arjuna - La ragazza terra
Arjuna - La ragazza terra (地球少女アルジュナ?, Chikyū shōjo Arujuna) è una serie televisiva anime di 13 episodi, diretta da Shōji Kawamori, che è anche l'autore della storia originale da cui è tratta la serie, e prodotta nel 2002 dallo studio Satelight e da Bandai Visual.
In Italia la licenza di distribuzione dell'anime per il circuito home video era stata acquistata dalla Shin Vision, ma la EMC che ha rilevato il marchio dopo il fallimento della compagnia, non distribuirà la serie. Il primo episodio dell'anime con audio giapponese e sottotitoli in italiano, è stato trasmesso dall'emittente italiana MTV giovedì 8 settembre 2005.

## Trama
La storia inizia con la morte di Juna. Lei era una ragazza normale come tante altre, andava a scuola, aveva il ragazzo e l'hobby del tiro con l'arco, ma tutto finisce con il gravissimo incidente che la uccide. Nella breve fase di coma prima della morte, la ragazza ha una terribile e angosciante visione del futuro della Terra, devastata da siccità e alluvioni provocate dai Raaja, misteriose creature-virus simili a lombrichi, allegoria dei danni e dell'inquinamento causati dall'uomo. A quel punto Juna entra in contatto con uno spirito che fa parte di una non meglio precisata organizzazione per la salvaguardia della natura, che le offre di ritornare in vita in cambio della sua collaborazione per salvare il pianeta.

## Tematiche
Nella serie riecheggiano le tematiche ambientaliste del primo Hayao Miyazaki (come in Conan il ragazzo del futuro e Nausicaä della Valle del vento), che l'autore e regista Shōji Kawamori porta alle estreme conseguenze. Juna si trova a combattere per salvare l'equilibrio ecologico compromesso, ma si rende conto che anche il "nemico", i Raaja, sono anche loro creature viventi. La ragazza ogni volta dovrà quindi operare delle scelte difficili e tutto ciò porta l'anime ad essere un messaggio di pace e di rispetto per la natura, grande e disperato.

## Episodi
| Nº | Titolo italiano Giapponese 「Kanji」 - Rōmaji             | In onda          | In onda |
| Nº | Titolo italiano Giapponese 「Kanji」 - Rōmaji             | Giapponese       |         |
| 1  | Drop of time 「時のしずく」 - Toki no shizuku             | 9 gennaio 2001   |         |
| 2  | The Blue Light 「青い光」 - Aoi hikari                    | 16 gennaio 2001  |         |
| 3  | Tears of the Forest 「森の涙」 - Mori no namida           | 23 gennaio 2001  |         |
| 4  | Transmigration 「転生輪廻」 - Tensei rinne                | 30 gennaio 2001  |         |
| 5  | The Small Voices 「小さきものの声」 - Chisaki mono no koe | 6 febbraio 2001  |         |
| 6  | The First One 「はじめの一人」 - Hajime no hitori         | 13 febbraio 2001 |         |
| 7  | The Invisible Words 「見えない言葉」 - Mienai kotoba      | 20 febbraio 2001 |         |
| 8  | The Distant Rain 「とおい雨」 - Toi ame                   | 27 febbraio 2001 |         |
| 9  | Before Birth 「生まれる前から」 - Umareru mae kara        | 25 ottobre 2001  |         |
| 10 | The Flickering Genes 「ゆらぐ遺伝子」 - Yuragu idenshi    | 6 marzo 2001     |         |
| 11 | The Day of No Return 「かえらざる日」 - Kaerazaru hi      | 13 marzo 2001    |         |
| 12 | The Death of a Nation 「国ほろびて」 - Kuni horobite      | 20 marzo 2001    |         |
| 13 | The Here and Now 「今」 - Ima                             | 27 marzo 2001    |         |

## Colonna sonora
Sigle di chiusura
- Mameshiba cantata da Maaya Sakamoto
- Sanctuary cantata da Maaya Sakamoto